# (37901) 1998 FW66
1998 FW66 (asteroide 37901) é um asteroide da cintura principal. Possui uma excentricidade de 0.19849010 e uma inclinação de 7.91539º.
Este asteroide foi descoberto no dia 20 de março de 1998 por LINEAR em Socorro.